# نیژنیانسک
نیژنیانسک (روسی: Нижнея́нск، یاقوتی: Нижнеянскай) یک محل شهری (یک سکونتگاه از نوع شهری) در ناحیه اوست-یانا یاقوتستان، روسیه است که در دلتای رودخانه یانا و در ۶۰۲ کیلومتری دپوپاتسکی، مرکز اداری ناحیه، واقع شده‌است. جمعیت نیژنیانسک بر اساس سرشماری سال ۲۰۱۰، بوده‌است 391.

## تاریخ
نیژنیانسک در دهه ۱۹۴۰ بنیاد شد و در سال ۱۹۵۸ وضعیت شهرک را دریافت کرد

## وضعیت اداری و شهرداری
در چارچوب تقسیمات اداری، شهرک نوع شهری نیژنیانسک در منطقه اوست یانسکی به عنوان شهرک نیژنیانسک گنجانده شده‌است. به عنوان یک بخش شهرداری، شهرک نیژنیانسک در منطقه شهری اوست-یانسکی به عنوان شهرک شهری نیژنیانسک گنجانده شده‌است.